# Episodi di The Fosters (quarta stagione)
La quarta stagione della serie televisiva The Fosters, composta da 20 episodi, è stata trasmessa sul canale statunitense Freeform dal 20 giugno 2016 all'11 aprile 2017.
In Italia la stagione è stata interamente pubblicata sul servizio di streaming Disney+ il 22 giugno 2022.
| nº | Titolo originale     | Titolo italiano         | Prima TV USA     | Pubblicazione Italia |
| -- | -------------------- | ----------------------- | ---------------- | -------------------- |
| 1  | Potential Energy     | Energia potenziale      | 20 giugno 2016   | 22 giugno 2022       |
| 2  | Safe                 | Al sicuro               | 27 giugno 2016   | 22 giugno 2022       |
| 3  | Trust                | Fiducia                 | 11 luglio 2016   | 22 giugno 2022       |
| 4  | Now for Then         | Ora o allora            | 18 luglio 2016   | 22 giugno 2022       |
| 5  | Forty                | Quaranta                | 25 luglio 2016   | 22 giugno 2022       |
| 6  | Justify              | Giustificazioni         | 1º agosto 2016   | 22 giugno 2022       |
| 7  | Highs and Lows       | Alti e bassi            | 8 agosto 2016    | 22 giugno 2022       |
| 8  | Girl Code            | Codice femminile        | 15 agosto 2016   | 22 giugno 2022       |
| 9  | New York             | New York                | 22 agosto 2016   | 22 giugno 2022       |
| 10 | Collateral Damage    | Danni collaterali       | 29 agosto 2016   | 22 giugno 2022       |
| 11 | Insult to Injury     | Oltre il danno la beffa | 31 gennaio 2017  | 22 giugno 2022       |
| 12 | Dream a Little Dream | Sogni                   | 7 febbraio 2017  | 22 giugno 2022       |
| 13 | Cruel and Unusual    | Crudele e inaspettato   | 14 febbraio 2017 | 22 giugno 2022       |
| 14 | Doors and Windows    | Porte e finestre        | 21 febbraio 2017 | 22 giugno 2022       |
| 15 | Sex Ed               | Educazione sessuale     | 28 febbraio 2017 | 22 giugno 2022       |
| 16 | The Long Haul        | A lungo termine         | 14 marzo 2017    | 22 giugno 2022       |
| 17 | Diamond in the Rough | Un diamante grezzo      | 21 marzo 2017    | 22 giugno 2022       |
| 18 | Dirty Laundry        | Panni sporchi           | 28 marzo 2017    | 22 giugno 2022       |
| 19 | Who Knows            | Chi lo sa               | 4 aprile 2017    | 22 giugno 2022       |
| 20 | Until Tomorrow       | Fino a domani           | 11 aprile 2017   | 22 giugno 2022       |